# Mercedes-Benz LO 1114
El Mercedes-Benz LO 1114 fue un chasis de colectivo producido entre 1968 y 1980 por Mercedes-Benz Argentina, siendo un desarrollo netamente local de esta filial de Daimler-Benz.

## Historia
Fue presentado en 1970 como una variante carrozable del chasis de camión L1114, tras el éxito de sus antecesores, el LO911 y el LO1112. El chasis incorporó el motor OM 352, también de aspiración normal, con 145 HP. En 1972, cuando se agregó la alternativa de 5,17 m, con buena aceptación para el carrozado de unidades destinadas especialmente a servicios de turismo y de media distancia. Con respecto a su antecesor, el modelo LO 1112, las mejoras estaban en la parte mecánica y especialmente, en la mayor potencia, mejorando sensiblemente las prestaciones de las unidades en el exigente tránsito urbano.

## Mejoras
Desde 1978 en los chasis LO 1114 se incorporó la dirección asistida. En 1982, se presenta con caja automática y se incorpora el sistema de freno de aire Mercedes-Benz en los modelos LO 1114. Es de destacar que este modelo tuvo tres distancias entre ejes para ofrecer: 5170 mm, 4830 mm (ver segunda imagen, debajo) y 4200 mm (primera imagen, a la izquierda).

## Derivados
Sobre su mecánica y estructura han derivado muchos modelos y también ha sido exportado a países limítrofes como Perú, Chile (en buen número y apodados «pininas»), Bolivia, Paraguay y Uruguay.
Los 29025 fabricados en 18 años, lo posicionan como el colectivo más fabricado y exitoso en la historia de la industria argentina, dejando un recuerdo indeleble por varias generaciones.

### OC 1214: el derivado
A principios de la década de 1980, y para ganar más espacio interno, Mercedes Benz optimizó el chasis del 1114, eliminando la trompa característica, convirtiendo el modelo en un chasis frontal, el cual se denominó Mercedes-Benz OC 1214.

## Ficha técnica

### Motor
- Motor: OM 352
- Ciclo: 4 tiempos
- Ubicación: delantero
- Cilindrada (cm³): 8.9
- Número de Cilindros: 6
- Diámetro x Carrera (mm): 97x128
- Relación de Compresión:
- Potencia (CV DIN / HP SAE): 140 Hp
- Régimen (r. p. m. DIN): 2800
- Par Motor (mKg DIN): 37
- Régimen ((r. p. m. DIN): 2000
- Refrigeración: Agua
- Combustible: Diesel
- Sistema de Combustible: bomba inyectora

### Transmisión
- Caja de cambios: G 3/40. 5/7,5
- Caja de cambios: G 3/36. 5/8,98
- Velocidades: 5 + 1 (marcha atrás)
- En 1982, se presenta con caja automática
- Desmultiplicación: 5,714 (6,857)
- Embrague: HVB 280 monodisco en seco. Accionamiento mecánica.
- Tracción: trasera

### Capacidades
- Capacidad Combustible (L): 140
- Sistema de enfriamiento (L): 25
- Caja de cambios (L): 5
- Diferencial (litros): 5

### Pesos
- Peso máximo admisible eje delantero (kg): 4500
- Peso máximo admisible eje trasero (kg): 7600
- Peso máximo admisible (kg): 11000

### Dimensiones
- Distancia entre ejes (mm): 4830 / 5170
- Largo (mm): 8597 / 8887
- Ancho (mm): 2362
- Alto (mm): 2850
- Trocha Delantera (mm): 1969
- Trocha Trasera (mm): 1746
- Voladizo delantero (mm): 1117
- Voladizo trasero (mm): 2650 / 2600

### Frenos
- Frenos: hidráulico con servocámara de aire comprimido.
- En 1982, se incorpora el sistema de freno de aire con circuito independiente para cada eje.
- Freno de estacionamiento: sobre las ruedas traseras, accionamiento neumático.
- Dirección: ZF 8062 hidráulica (opcional) / L 3,5 K tuerca y tornillo sin fin

### Suspensión
- Delantera: ballestas y amortiguadores
- Trasera: ballestas y amortiguadores

### Otros
- Eje delantero: VL 3/7 D-5 rígido
- Eje trasero: HL 4/24 D-7,6 40:7 o 49:7 a elección.
- Llantas: 7.00 x 20 disco ocho pernos
- Neumáticos: 9.00 x 20 de 12 telas
- Generador eléctrico: alternador 14 V/55 A. 1 batería × 135 Ah, 12V.